# Microweiseini
Microweiseini – plemię chrząszczy z rodziny biedronkowatych i podrodziny Microweiseinae. Obejmuje 16 opisanych rodzajów.

## Morfologia
Chrząszcze o ciele długości poniżej 3,5 mm, w zarysie wydłużonym do owalnego, z wierzchu wyraźnie wypukłym, niemal zawsze wyraźnie owłosionym. Głowa ma czułki umieszczone przed oczami, zbudowane z od siedmiu do dziesięciu członów, z których co najmniej jeden ostatni tworzy niespłaszczoną buławkę. Frontoklipeus jest dobrze wykształcony i wokół panewek czułkowych wykrojony. Żuwaczki mają mole, ale pozbawione są zębów molarnych. Policzki otaczają szczęki i wargę dolną. Podpoliczki mają ujścia gruczołów podpoliczkowych. Przedplecze ma podgięcia pozbawione dołków na czułki. Również na spodzie tułowia i podgięciach pokryw brak jest dołków do chowania odnóży w stanie spoczynku. Przedpiersie może być z przodu uwydatnione, spłaszczone lub mocno zredukowane. Smukłe odnóża zwieńczone są trójczłonowymi lub czteroczłonowymi stopami. Odwłok ma pięć lub sześć widocznych na spodzie sternitów (wentrytów), z których piąty nie jest nigdy wyraźnie dłuższy od poprzedniego. 

## Rozprzestrzenienie
Plemię kosmopolityczne, największą różnorodność rodzajową i gatunkową osiągające w Nowym Świecie. Większość przedstawicieli występuje w strefach tropikalnej i subtropikalnej. Tylko Paracoleopterus występuje na zachodzie Palearktyki, będąc tam jednak ograniczonym do regionu śródziemnomorskiego i zachodniej części Azji.

## Taksonomia
Do plemienia tego należy 16 rodzajów:
- Allenius Escalona et Ślipiński, 2012
- †Baltosidis Szawaryn, 2021
- Cathedrana Escalona et Ślipiński, 2012
- Coccidophilus Brèthes, 1905
- Gordoneus Escalona et Ślipiński, 2012
- Hong Ślipiński, 2007
- Microfreudea Fürsch, 1985
- Microweisea Cockerell, 1903
- Microcapillata Gordon, 1977
- Nipus Casey, 1899
- Paracoelopterus Normand, 1936
- Paraphellus Chazeau, 1981
- Parasidis Brèthes, 1915
- Pharellus Sicard, 1928
- Scymnomorphus Weise, 1897
- Stictospilus Brèthes, 1925

Jako pierwszy takson rangi rodzinowej od rodzaju Microweisea utworzył Charles William Leng w swoim Catalogue of the Coleoptera of America, North of Mexico z 1920 roku. Wcześniej, w 1899 roku Thomas Lincoln Casey wprowadził plemię Pharini z rodzajami Pharus i Pharopsis. Chociaż plemię to zostało w 1962 roku zsynonimizowane z Microweiseini przez Roberta Pope’a, znaczeniowo bliżej mu Sticholotidini. W 1960 roku przez Hiroyukiego Kamiyę wprowadzone zostało plemię Sukunahikonini o nazwie wywodzącej się od rodzaju Sukunahikona, który to w 1985 roku Helmut Fürsch zsynonimizował ze Scymnomorphus. Microweiseini w bliskim współczesnemu sensie wprowadził do systematyki w 1977 roku Robert Gordon jako jedno z plemion Sticholotidinae obok m.in. Sukunahikonini. Praca Gordona i innych z 1989 roku wskazywała już jednak na tworzenie przez Microweiseini kladu z Carinodulini, Sikunahikonini i Serangiini, a nie ze Sticholotidini. W systematyce biedronkowatych z 2003 roku Christiana Duvergera podrodzina obejmująca te cztery plemiona nazwana została Scotoscymninae, a w późniejszych systemach Microweiseinae. W 2012 roku Hermes Escalona i Adam Ślipiński na podstawie wyników analiz filogenetycznych przeprowadzili rewizję Microweiseinae, m.in. synonimizując Sikunahikonini z Microweiseini. Według wyników tychże analiz Microweiseini stanowią grupę siostrzaną względem Serangiini, a Carinodulini zajmują pozycję bazalną w obrębie podrodziny.